# Halles Martenot
Ne doit pas être confondu avec Halles centrales (Rennes).
Les halles Martenot est un ensemble de deux halles situées place des Lices à Rennes. Elles ont été édifiées par l’architecte Jean-Baptiste Martenot de mai 1868 à juillet 1870 et rénovées en 1988. 
Les deux pavillons sont classés au titre des monuments historiques en 1990.

## Caractéristiques
Les halles Martenot se situent au bas de la place des Lices dans le nord-ouest du quartier Centre de Rennes. 
Chaque pavillon mesure 32 m de large sur 41 m de long et sont séparés l'une de l'autre de 25 m, qui donne une allée ouverte en direction de la place de la Trinité. D'une superficie individuelle de  1 300 m2 avec neuf travées de profondeur et sept en largeur, les halles peuvent accueillir jusqu'à 400 marchands,. La halle sud est destinée aux métiers de la boucherie, avec des stands installés de façon permanente, tandis que la halle nord peut également être utilisée comme un espace de congrès, avec une capacité assise de 1 200 personnes.
L'architecture est inspirée des Halles de Paris de Victor Baltard, avec l'association innovante pour l'époque du granit et la brique avec le verre et le fer.

## Historique

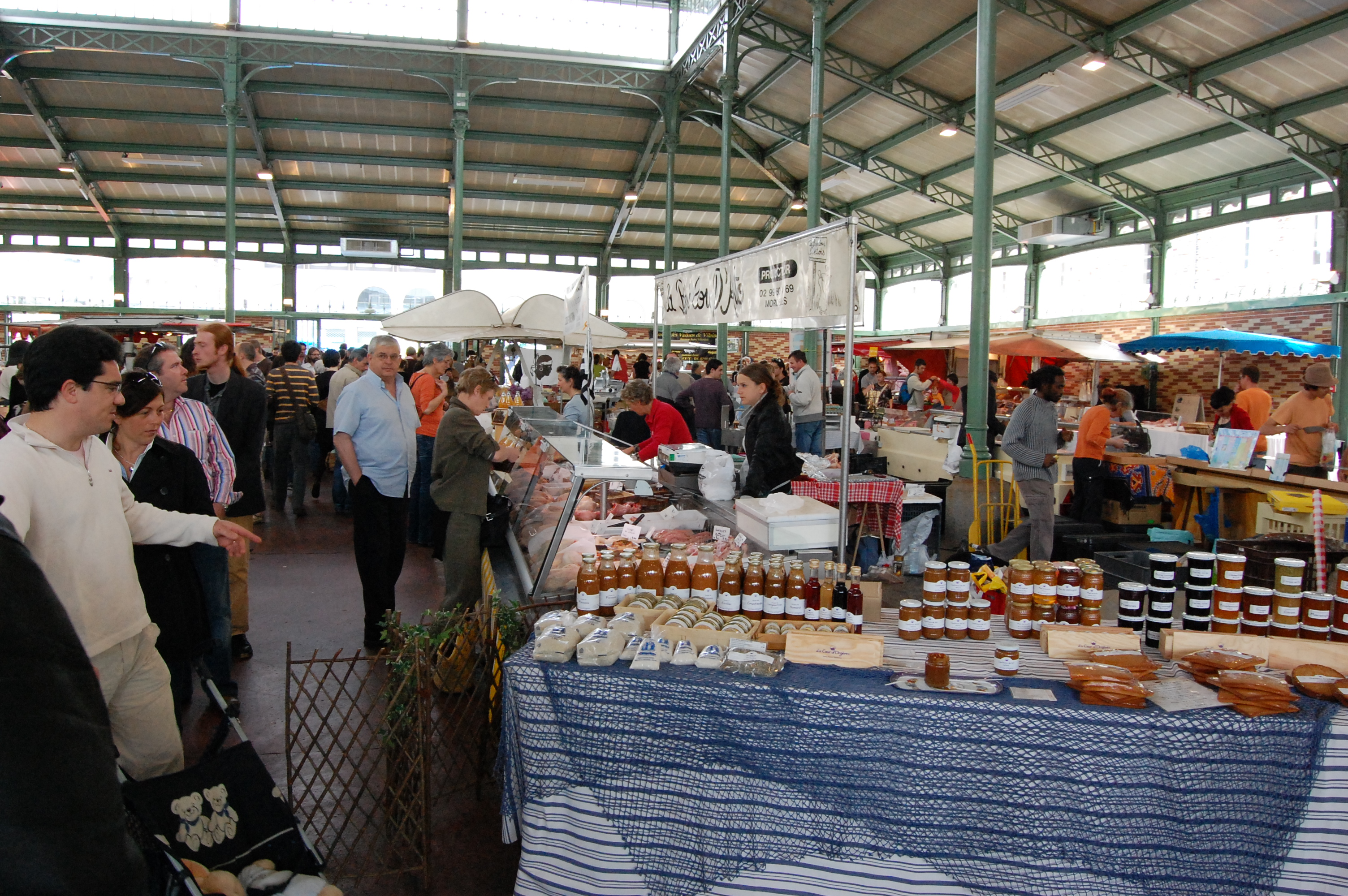
L'intérieur de la halle des producteurs (halle Martenot est).

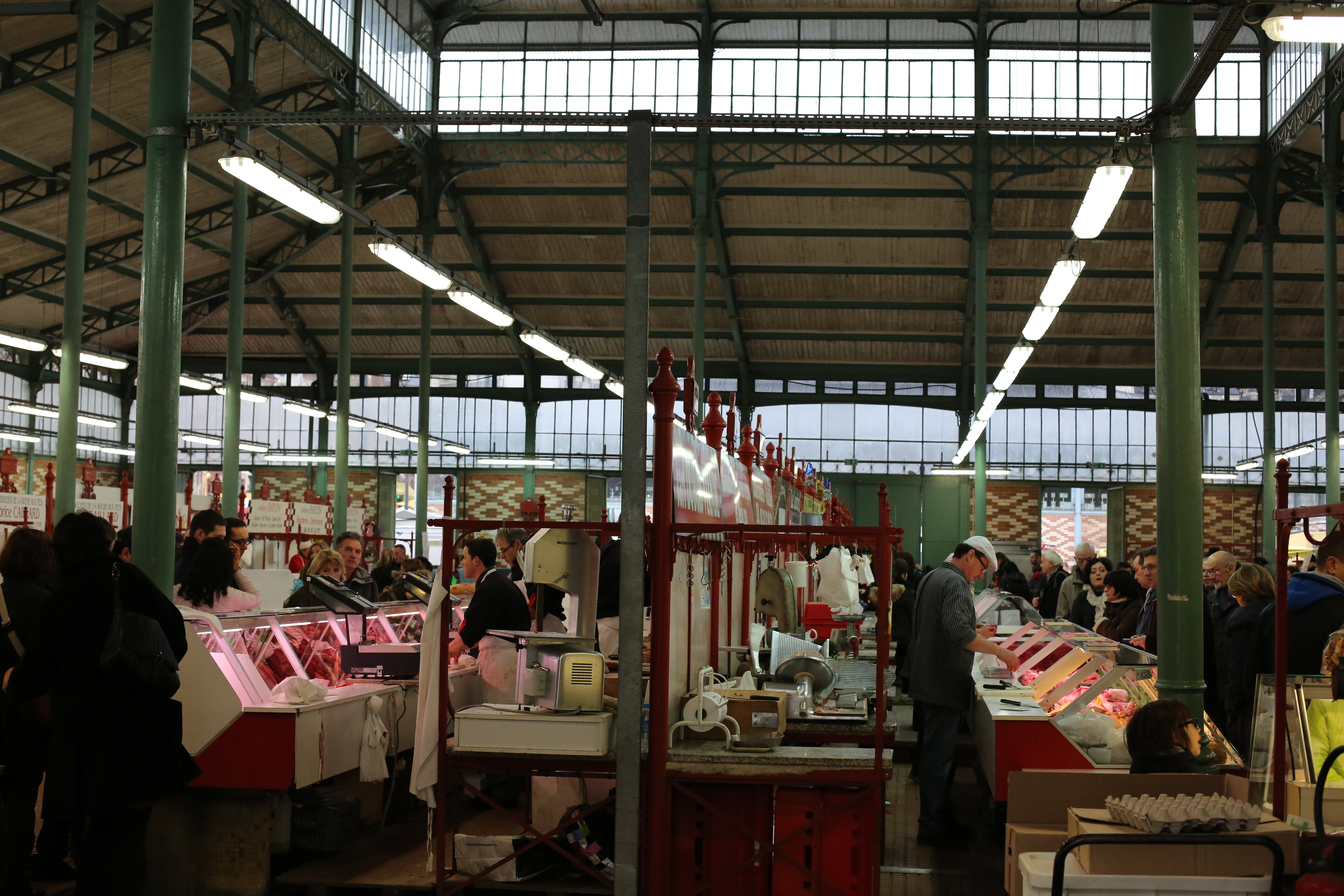
Intérieur de la halle aux viandes (halle Martenot ouest).

On trouve à l'emplacement actuel des halles des traces d'un marché aux bestiaux dès 1483. Au début du 18e siècle, une première halle en bois y est érigée avant d'être détruite par l'incendie de Rennes de 1720. Dès 1828, la municipalité envisage la reconstruction d'une halle pour accompagner l'agrandissement du marché de producteurs qui se déroule sur la place,.
En 1861, Martenot établit un premier projet, puis en novembre 1867, il propose deux pavillons d'égale dimension, séparés par une place. Les travaux seront terminés en juillet 1870. Un troisième pavillon est construit par Emmanuel Le Ray en 1907 au nord-est de la place. Ce troisième pavillon est raccordé à la halle du milieu en 1913, en prévision des banquets prévus en 1914 pour la venue du Président de la République Raymond Poincaré,.
À la fin des années 1970, un projet de parking souterrain aurait amené à la destruction des halles. La polémique liée au projet fait que le parking est construit rue Kléber. De son côté, Edmond Hervé se présente candidat au mandat de Maire en s'engageant à conserver les halles. Une fois élu en 1977, il tient sa promesse.
À l’occasion de la rénovation de la place et des pavillons en 1988, la troisième dalle construite au début du siècle est détruite, au profit d'une dalle piétonne. Un parking souterrain est construit dessous, d'une capacité de 400 places,.
En plus de l'important marché des Lices, se tenant le samedi matin, la halle nord-est (dite « halle Martenot ») accueille différentes activités culturelles et événementielles comme des congrès, défilés de mode, expositions, réceptions… La halle sud-ouest est équipée d'étals de boucherie et ne sert que pour le marché, une matinée par semaine.
Le 13 août 1990, les halles sont classées au titre des monuments historiques.

## Architecture

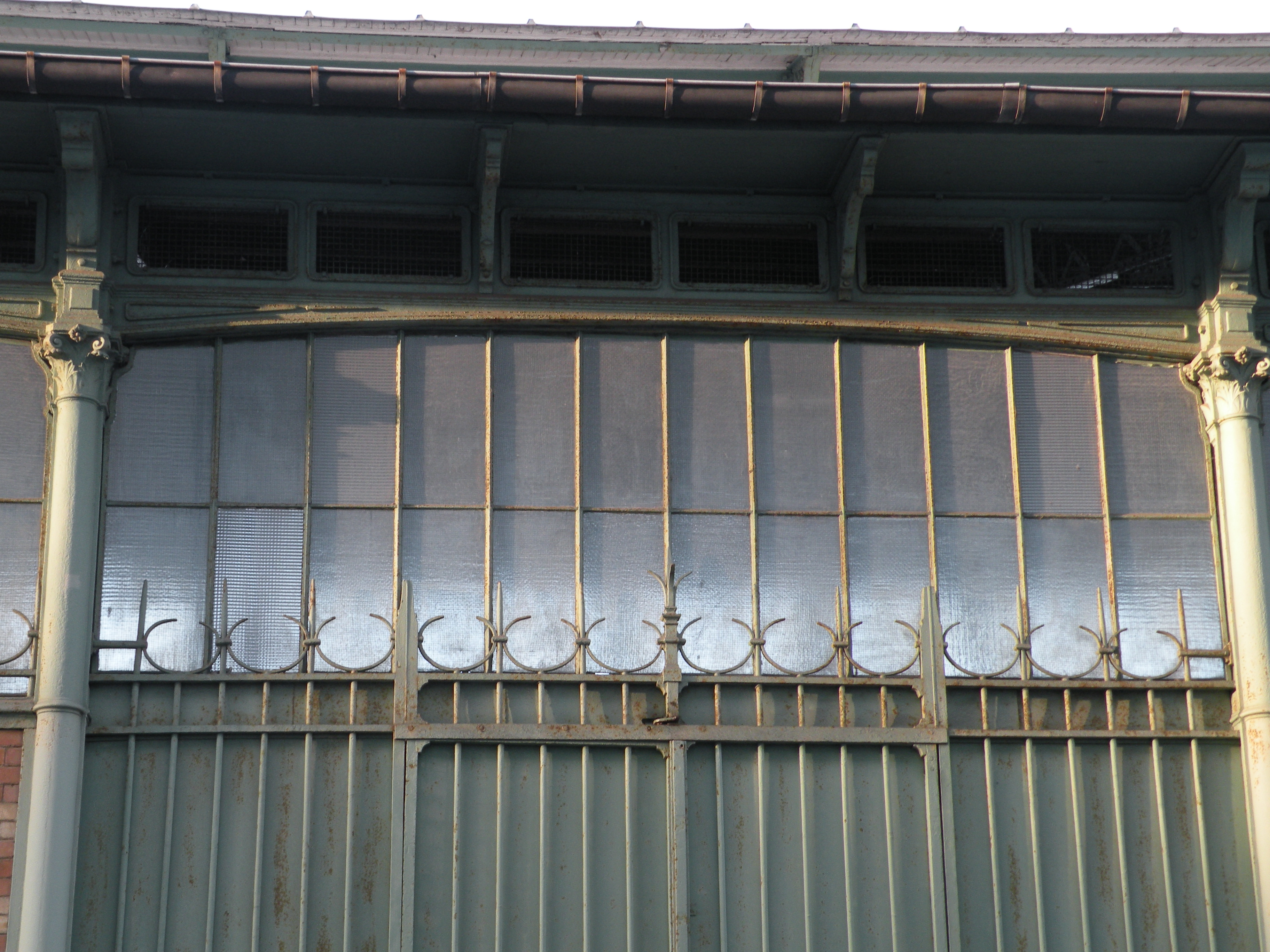
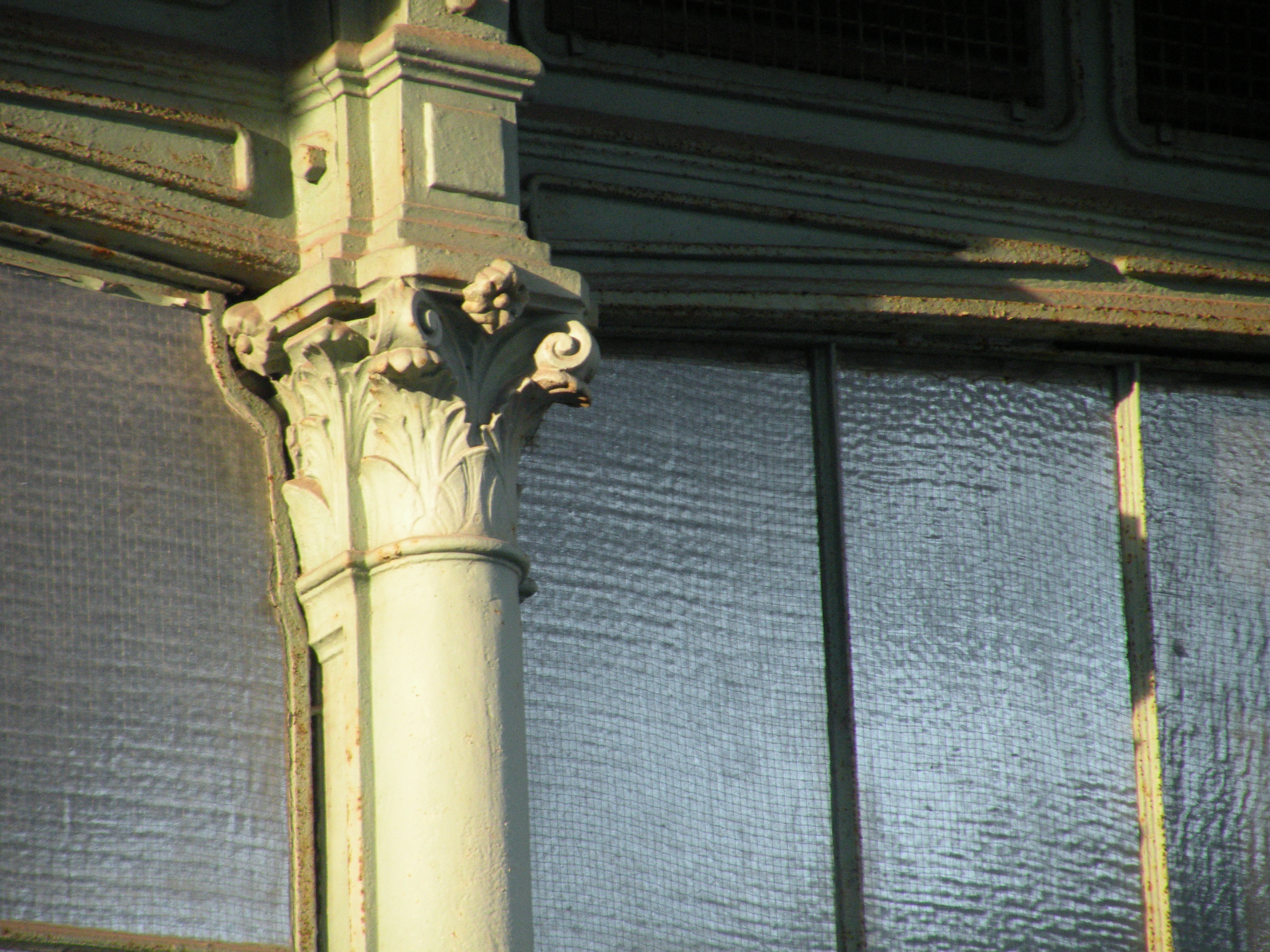
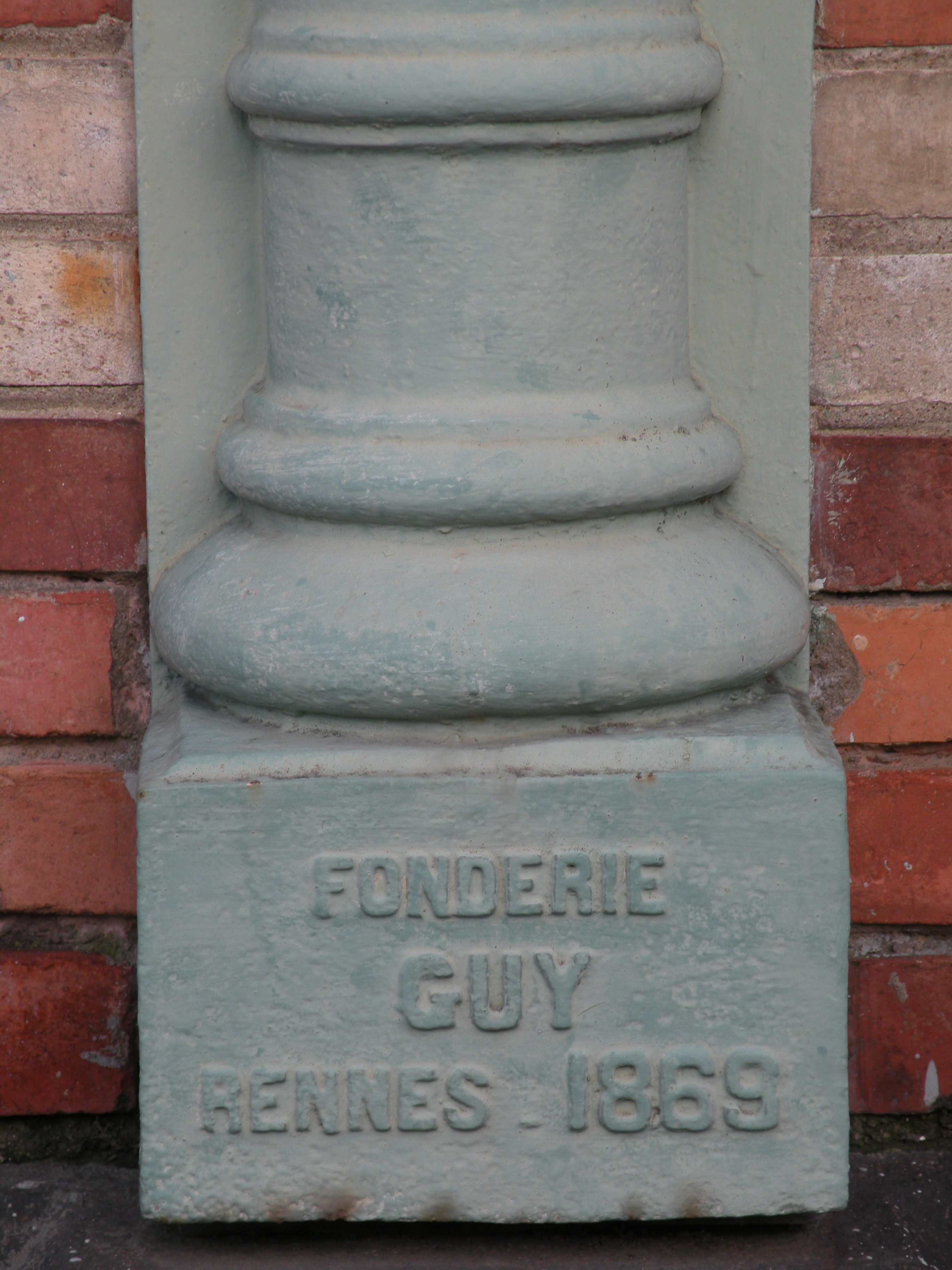